# The prodigal daughter returns
The prodigal daughter returns es el 118vo episodio de la serie de televisión norteamericana Gilmore Girls.

## Resumen del episodio
Cuando se termina la remodelación de la casa de Lorelai, ella y Luke deciden celebrarlo invitando a sus amigos Sookie y Jackson a cenar, sin embargo la noche se malogra cuando Lorelai recibe una llamada de Christopher. Luke, muy molesto, se va de la casa de Lorelai, pero después ella se disculpa y le promete que no va a tener más secretos con él. Por otra parte, Rory decide irse de la casa de sus abuelos y se queda en la de Lane; ésta se muestra un poco evasiva con Lorelai, pero luego le da la noticia de dónde vive ahora su hija. Así, Lorelai va a buscar a Rory, pero no la encuentra; Emily ha desaparecido y Richard llama a Lorelai, pues le preocupa que su esposa no esté en casa. Después, Lorelai descubre a su madre comprando un avión, y Emily le dice que ha perdido a Rory tal y como perdió a su hija, pero Lorelai le dice que ninguna de esas cosas ha sucedido. Mientras que Rory insiste en un diario para conseguir un puesto y lo logra, Luke es sorprendido cuando una niña entra y le arranca un cabello para hacerle una prueba de ADN, y resulta que Luke es el padre de esa niña. Y finalmente, Rory llama a Lorelai para decirle que ha vuelto a Yale, conseguido un trabajo y va para casa, así que madre e hija se reconcilian y Lorelai le dice a Luke que ya pueden casarse.

## Curiosidades
- Cuando Lorelai le explica a Emily que no ha perdido a Rory, le dice que volvió a la universidad porque ahí debía estar, pero ella no sabe aún que Rory había vuelto a Yale.
- Mientras Lorelai y Rory se abrazan, puede verse la sombra de la cámara.

- Datos: Q6145636